# Петковци
Петковци су насељено мјесто у општини Зворник, Република Српска, БиХ. Према попису становништва из 2013. у насељу је живјело 330 становника.

## Становништво
| Демографија | Демографија | Демографија |
| Година      | Становника  | Становника  |
| ----------- | ----------- | ----------- |
| 1948.       | 454         |             |
| 1953.       | 527         |             |
| 1961.       | 632         |             |
| 1971.       | 550         |             |
| 1981.       | 823         |             |
| 1991.       | 885         |             |
| 2013.       | 330         |             |